# Josef Vojtek
Josef Vojtek (* 21. června 1965 Teplice, Československo) je český rockový zpěvák skupiny Kabát, muzikálový a příležitostný filmový herec. V letech 2012–2019 byl porotcem v televizní soutěži Hlas ČeskoSlovenska a posléze The Voice Česko Slovensko. Od roku 1988 zpívá jako hlavní zpěvák ve skupině Kabát, skupina se stala nejúspěšnější skupinou České republiky, získala několik Českých slavíků, roku 2007 vytvořila návštěvnický rekord Turné 2007: Corrida (cca 250 000 diváků). V letech 2009 a 2014 oslavila své působení ve stejné sestavě na pražském Vypichu, kam v roce 2014 dorazilo 75 000 diváků, což byl největší návštěvnický rekord tuzemského interpreta. V roce 2019 skupina oslavila svou 30letou existenci, načež uspořádala Po čertech velký turné. Za svou titulní roli v muzikálu Mefisto si v Divadle Hybernia odnesl Cenu Thálie 2016.

## Diskografie
| Název               | Rok vydání |
| ------------------- | ---------- |
| Má ji motorovou     | 1991       |
| Děvky tyto znaj     | 1993       |
| Colorado            | 1994       |
| Země plná trpaslíků | 1995       |
| Čert na koze jel    | 1997       |
| MegaHu              | 1999       |
| Go satane go        | 2000       |
| Dole v dole         | 2003       |
| Corrida             | 2006       |
| Banditi di Praga    | 2010       |
| Do pekla/do nebe    | 2015       |
| El Presidento       | 2022       |

## Kabát

### 1988: Počátky
- Příchod do teplické trashmetalové skupiny Kabát.
- Sestava: Josef Vojtek – zpěv, Milan Špalek – baskytara, zpěv, Jiří Bušek – kytara, René Horňák – kytara, Radek „Hurvajs“ Hurčík – bicí.

### 1989–1990: Orgasmus
- Nahrávání (nikdy oficiálně vydaného) dema Orgasmus.
- Vydání některých písní na projektových albech Rockmapa a Ultrametal.
- Odchod kytaristů Buška a Horňáka, příchod zakládajícího člena Tomáše Krulicha a nového kytaristy Oty Váňi.

### 1991–1992: Má ji motorovou
- Podepsání smlouvy s vydavatelstvím Monitor-EMI.
- červen 1991 – práce na debutovém albu ve studiu Propast.
- listopad 1991 – vydání debutového alba Má ji motorovou (prodalo se 69 000 ks).
- Sokol's Power Voice managementem skupiny (až do roku 1999).
- Ceny Anděl – kategorie Objev roku, Vídeňská soutěž talentů – 3. místo.
- Turné 1992 – koncerty v Brně a Břeclavi nahrány pro materiál živého alba.
- 9. listopadu 1992 – vydání koncertního alba Živěǃ (prodalo se 31 000 ks)

### 1993: Děvky ty to znaj
- duben 1993 – práce na 2. studiovém albu ve studiu Propast.
- 3. května 1993 – vydání studiového alba Děvky ty to znaj.

| zlatá deska (50 000 ks) |

- Turné 1993 – enormní zájem, koncert v pražské Lucerně – akce roku
- Přebírání zlaté desky na vyprodaném koncertu v paláci Lucerna.

### 1994: Colorado
- červen–červenec 1994 – práce na 3. studiovém albu ve studiu Propast.
- 7. září 1994 – vydání studiového alba Colorado.

| zlatá deska (25 000 ks) |

| platinová deska (50 000 ks) |

- Koncert v pražské Lucerně – přebírání cen (zlatá deska, platinová deska).
- Nejprodávanější zahraniční interpret (Slovensko) – Kabát.
- Úspěch v radiích s bluegrassovou písní „Colorado“.

### 1995 –1996: Země plná trpaslíků
- srpen–září 1995 – práce na 4. studiovém albu ve studiu Hacienda.
- 6. listopadu 1995 – vydání studiového alba Země plná trpaslíků.

| platinová deska (50 000 ks) |

- Turné 1995–96 – kulturní domy a sportovních haly po celé ČR.
- Píseň „Jak ti šlapou Kabáti“ – hymnou české hokejové reprezentace pro Mistrovství světa 1996.

### 1997 –1998: Čert na koze jel
- červenec–září 1997 – práce na 5. studiovém albu ve studiích Propast a Babory.
- 6. října 1997 – vydání studiového alba Čert na koze jel – prodalo se 72 000 ks prodaných nosičů.
- Turné 1998 – koncert v brněnské hale Rondo natočený Českou televizí.
- Český slavík 1997 – kategorie Skupina roku (11. místo).
- Český slavík 1998 – kategorie Skupina roku (16. místo).

### 1999: MegaHu
- březen–duben 1999 – práce na 6. studiovém albu ve studiu SONO.
- 17. května 1999 – vydání studiového alba MegaHu – prodalo se 50 000 ks prodaných nosičů.
- Odchod skupiny od Sokol's Power Voice a přechod k novému managementu Pink Panther Agency.
- Turné MegaHu – nová strategie: méně koncertů ve větších prostorách s profesionální zvukovou a světelnou technikou.
- Český slavík Mattoni – kategorie Skupina roku (9. místo).

### 2000–2001: Go satane go
- říjen–listopad 2000 – práce na 7. studiovém albu ve studiu SONO.
- 20. listopadu 2000 – vydání studiového alba Go satane go.

| platinová deska (30 000 ks) |

- GSG Tour 2001 – „turné roku“, technicky výborné, návštěvnost: 30 000 diváků.
- Vydání kompilačního alba Suma Sumárum – 1. CD: největší hity z let 1991–2001, 2. CD: záznam koncertu z pražského vystoupení GSG Tour.

| šestiplatinová deska (130 000 ks) |

### 2002: Suma Sumárum
- Oslava 10. výročí od vydání debutového alba Má ji motorovou.
- Suma Sumárum Tour – technicky ojedinělé turné, pódium umístěné veprostřed hal, rekordní návštěvnost: 60 000 fanoušků.
- Turné po USA – klubové koncerty pro české komunity, 1. absolvované turné v zahraničí.
- Vydání historicky 1. DVD pod názvem Suma Sumárum – Best Of – videoklipy z let 1994–2001, videozáznam pražského koncertu turné GSG.

### 2003–2005: Dole v dole
- květen–říjen 2003 – práce na 8. studiovém albu ve studiu SONO.
- 14. října 2003 – vydání studiového alba Dole v dole.

| tříplatinová deska (60 000 ks) |

- Turné 2003 – halové turné, rekordně vyprodané všechny koncerty, koncerty v Česku i na Slovensku.
- Český slavík Mattoni 2003 – kategorie Skupina roku (1. místo).
- Ceny Anděl 2004 – skupina roku, album roku (rock), nejprodávanější titul roku.
- Turné 2004: Dole v dole – 1. open air turné (venkovní turné), 10 fotbalových nebo atletických stadionů v ČR a 1 na Slovensku, návštěvnický rekord: 180 000 diváků.
- listopad 2004 – vydání 2DVD Kabát 2003–2004 – záznam z pražského vystoupení v T-mobile aréně v roce 2003, záznam z pražského vystoupení na Lehkoatletickém stadionu Slavia a dokumentární film ze zákulisí turné 2004.
- Český slavík Mattoni 2004 – kategorie Skupina roku (1. místo).
- 2005 – festivalové turné, Pink Panther Fest – Brno, Olomouc, Zlín, Ostrava, Hradec Králové, Plzeň, Praha, Havlíčkův Brod.

### 2006–2008: Corrida
- květen–listopad 2006 – práce na 9. studiovém albu ve studiu SONO.
- 8. prosince 2006 – vydání studiového alba Corrida.

| tříplatinová deska (45 000 ks) |

- Eurovision Song Contest 2007 – píseň „Malá dáma“,  národní kolo (vítěz),  mezinárodní kolo (semifinále) (28. místo).
- Turné 2007: Corrida – open-air turné, rekordní návštěvnost: 240 000 fanoušků.
- Český slavík Mattoni 2007 – Skupina roku – 1. místo (34 070 bodů).
- Deska roku 2007 Allianz – nejprodávanější interpret patnáctiletí – celkem 825 605 ks.
- Festivalové turné roku 2008 – festival Votvírák, cca 50 000 diváků.
- Vydání DVD Kabát Corrida 2007 – záznam z pražského koncertu na Lehkoatletickém stadionu Slavia v roce 2007 a dokumentární film ze zákulisí turné.
- Vydání box setu Box 2007 – Má ji motorovou – Dole v dole.
- Český slavík Mattoni 2008 – Skupina roku (41 444 bodů).

### 2009: Po čertech velkej koncert
- Oslava 20. výročí existence skupiny ve stejně sestavě.
- 12. září 2009, Vypich, Praha: Po čertech velkej koncert – výroční koncert , rekordní návštěvnost: 60 000 diváků, technická úroveň se rovnala coby megakoncertům skupin jako AC/DC, The Rolling Sones nebo Metallica.
- 27. listopadu 2009 – vydání 2CD Po čertech velkej koncert a DVD Po čertech velkej koncert.

| tříplatinová deska (45 000 ks) |

- Český slavík Mattoni 2009 – Skupina roku.

### 2010–2011: Banditi di Praga
- 10. prosince 2010 – vydání studiového alba Banditi di Praga.

| čtyřplatinová deska (68 000 ks) |

| diamantová deska (1 000 000 ks) |

- Český slavík Mattoni 2010 – Skupina roku, cenu přebral Vladimír Kočandrle ze společnosti EMI.
- Turné 2011: Banditi di Praga – halové turné po Česku i na Slovensku, pódium veprostřed hal, vyprodaná pražská O2 arena.
- Vydání 2CD Banditi di Praga Turné 2011 – záznam z pražského koncertu v O2 aréně.

### 2012–2013: Turné s Big bandem
- 2012 – festivalové turné, TOPFEST (Letiště Piešťany), Vesec u Liberce (Benátská noc), Snina (Rock pod Kameňom), Praha (Beatfest) a další.
- Turné 2013: Banditi di Praga po 30 letech – halové turné, koncerty s Big bandem, dlouho nehrané písně zaranžované pro dechovou sekci Big bandu.
- vydání Suma Sumárum – Best Of 25 let – reedice, kompletně remasterované a studiové, 1. CD: největší hity z let 1991–2001, 2. CD koncertní playlist z roku 2001 ve studiové podobě a bonusové DVD Suma Sumárum Best of.

### 2014: Po čertech velkej koncert II
- Oslava 25. výročí existence skupiny ve stejné sestavě.
- 13. září 2014, Vypich, Praha: Po čertech velkej koncert II – výroční koncert, rekordní návštěvnost: 75 000 diváků, největší pódium v historii skupiny, předkapela D-A-D, Lenka Hrůzová, průřez pětadvacetileté kariéry Má ji motorovou-Banditi di Praga.

### 2015–2018: Do pekla/do nebe
- 22. května 2015 – vydání jedenáctého studiového alba.

| pětiplatinová deska (50 000 ks) |

- MS v hokeji 2015 – vystoupení na zahajovacím ceremoniálu, píseň „Brousíme nože“ věnovaná českým hokejistům.
- květen–červen 2015 – Open Air Turné 2015: 12 koncertů pod širým nebem, 1 koncert na Slovensku v rámci festivalu TOPFEST.
- 15. – 18. prosince 2015 – vánoční koncerty v Praze (O2 arena) a Brně (SONO centrum).
- 8. ledna 2016 – Vystoupení v rámci hokejových her v Brně před zápasem Komety Brno se Spartou.
- léto 2016 – festivalové turné po hradech v ČR, Hrady CZ.
- Turné 2017 – halové turné, pódium veprostřed hal, koncerty v ČR i na Slovensku.
- Český slavík Mattoni 2017 – Skupina roku (31 072 bodů) (de facto skupina Ortel s 36 146 body, které nebyly započteny).
- léto 2018 – Létofest: festivalové turné po krajských městech.

### 2019: Po čertech velký turné
- Oslava 30 let existence skupiny ve stejné sestavě.
- 7. května 2019 – vystoupení na střeše budovy Diamont Point v rámci projektu živák rádia Impuls.
- červen 2019 – Po čertech velký turné – výroční turné, 5 koncertů v Česku a 1 na Slovensku, průřez třicetileté kariéry Děvky tyto znaj–Do pekla/do nebe.
- 25. září 2019 – slavnostní otevření multifunkční centra O2 universum, výtěžek předán nadaci Dejme dětem šanci.
- 10. prosince 2019 – vánoční koncert v brněnském klubu SONO.

## Kytary

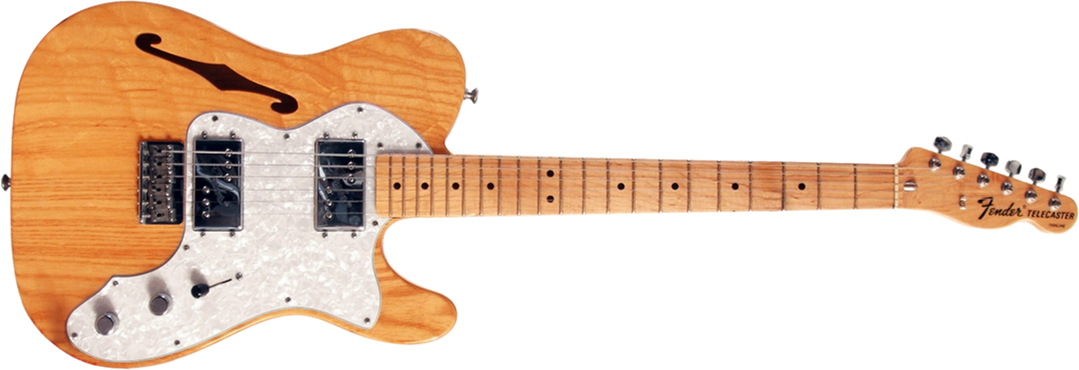
Fender Telecaster - Thinline

Hraje spíše na akustické kytary. Ve skupině Kabát je použil v písních – „Tak teda pojď“, „Všechno bude jako dřív“ nebo „Joy“. V roce 2014 na výročním koncertu na Vypichu představil svůj model kytary Fender Telecaster, roku 2019 představil Fender Telecaster – Thinline na hudební soutěži The Voice ČeskoSlovensko při společném songu koučů společně s Vojtěchem Dykem, Kalim, Janou Kirschnerovou.

## Muzikálová kariéra
Již mnoho let vystupuje jako muzikálový herec, účinkoval např. v muzikálech:
- Krysař
- Hamlet
- Kat Mydlář
- Galileo
- Tři mušketýři (2005)
- Angelika (2007)
- Golem (2007)
- Baron Prášil
- Dracula
- Casanova
- Čas růží
- Kleopatra
- Muž se železnou maskou
- Okno mé lásky
- Popelka na ledě
(muzikál na ledě, obnovená premiéra v roce 2019)

Dne 25. března 2017 obdržel Cenu Thálie 2016 za titulní roli v muzikálu Mefisto v Divadle Hybernia.

## Filmografie
| Rok  | Název filmu                          | Poznámka                                            |
| ---- | ------------------------------------ | --------------------------------------------------- |
| 1996 | Dracula                              | Divadelní záznam.                                   |
| 1998 | Čert na koze jel                     | Záznam koncertu skupiny Kabát.                      |
| 2001 | Suma Sumárum – Best Of               | Sestřih z koncertu a videoklipy skupiny Kabát.      |
| 2002 | Suma Sumárum                         | Záznam koncertu skupiny Kabát.                      |
| 2004 | Kabát 2003–2004                      | Sestřih z koncertu a záznam koncertu skupiny Kabát. |
| 2005 | Tři mušketýři                        | Divadelní záznam.                                   |
| 2005 | Holka od Červený řeky                | Záznam gala-koncertu zpěvačky Heleny Vondráčkové.   |
| 2006 | Jak se krotí krokodýli?              | Rodinná komedie.                                    |
| 2007 | Eurosong aneb Kabát jde do Evropy    | Dokumentární film České televize.                   |
| 2007 | Angelika                             | Divadelní záznam.                                   |
| 2008 | Kabát: Corrida 2007                  | Záznam koncertu skupiny Kabát.                      |
| 2008 | Golem                                | Divadelní záznam.                                   |
| 2009 | Po čertech velkej koncert            | Záznam koncertu skupiny Kabát.                      |
| 2009 | Dracula                              | Divadelní záznam.                                   |
| 2009 | Mona Lisa                            | Divadelní záznam.                                   |
| 2010 | Michal David 50 – Mejdan roku        | Záznam koncertu zpěváka Michala Davida.             |
| 2011 | Kabát: Banditi di Praga – Turné 2011 | Záznam koncertu skupiny Kabát.                      |
| 2011 | V peřině                             | Muzikálová komedie.                                 |
| 2012 | Kat Mydlář                           | Divadelní záznam.                                   |
| 2012 | Tajemství Michala Davida             | Dokumentární film.                                  |
| 2016 | Kabát 2013–2015                      | Záznam koncertů a poslední album skupiny Kabát.     |
| 2016 | Země revivalů                        | Dokumentární film České televize.                   |
| 2017 | Alkehol 25 let                       | Záznam koncertu skupiny Alkehol.                    |
| 2017 | Lešek Semelka 70                     | Záznam koncertu zpěváka Leška Semelky.              |
| 2017 | Motorband: Restart                   | Dokumentární film skupiny Motorband.                |
| 2019 | Kabát: Noc v Edenu                   | Sestřih koncertu skupiny Kabát.                     |

## Porotce
- 2012 – porotce televizní soutěže Hlas ČeskoSlovenska[2]
- 2014 – porotce televizní soutěže Hlas ČeskoSlovenska[2]
- 2019 – porotce televizní soutěže The Voice Česko Slovensko

## Rodinné vztahy
Je potřetí ženatý a má pět dětí. V současnosti[kdy?] žije s tanečnicí Jovankou Skrčeskou, s níž se 2. ledna 2010 oženil, v srpnu 2012 se jim narodil syn Adam a 21. června 2016 se narodil druhý syn Albert. Z manželství s tanečnicí Libuškou Vojtkovou, které skončilo v říjnu 2008, má syna Matyáše. Ze vztahu se Sabinou Laurinovou má dceru Valentýnu. Z prvního manželství má syna Josefa.

## Oblíbení interpreti
Mezi jeho oblíbené interprety patří:
- Bon Jovi
- Tom Petty
- Bachman-Turner Overdrive
- Shania Twain
- Van Zant
- Rammstein
- Judas Priest
- Lynyrd Skynyrd
- AC/DC
- ZZ Top
- Iron Maiden
- Kiss
- Bruce Springsteen
- Accept
- Whitesnake
- Deep Purple